# Zona reservada Santiago-Comaina
La zona reservada Santiago-Comaina (ZRSC) es un área protegida de Perú localizada en el departamento de Amazonas, (provincia de Condorcanqui) y el departamento de Loreto (provincia de Datem del Marañón).
El área comprende el sector peruano de la cordillera del Cóndor en el alto río Comaina y las cuencas de los ríos Morona, Santiago y Cenepa. Es habitada por las comunidades indígenas de la familia Jíbaro.

## Hábitat
En esta Zona existe una gran diversidad de hábitats con flora y fauna que todavía necesita ser investigada, ya que alberga especies endémicas y se encuentra contigua al Refugio del Pleistoceno y Centro de Evolución del Marañón. Investigaciones exhaustivas podrían llegar a comprobar que la diversidad de fauna puede ser una de las más altas del país.
Existen además muchas especies que se encuentran en situación vulnerable, como el frailecillo (Saimiri sp.), el jaguar (Panthera onça), el cóndor (Vultur gryphus), el paujil o pavón carrunculado (Crax globulosa), el lagarto blanco (Caiman crocodilus) y el lagarto negro (Melanosuchus niger). Hasta el momento, se ha logrado determinar que, sólo en los alrededores de la Cordillera del Cóndor, de las 40 especies de orquídeas colectadas, 26 pueden ser nuevas para la ciencia.
Asimismo, se ha registrado un ejemplar de marsupial que no se conocía: Caenolestes condorensis. En una semana de trabajo se logró colectar hasta 474 especies de mariposas, de las cuales 21 pueden ser nuevas para la ciencia.
Se ha logrado registrar hasta 22 especies forestales, muchas de ellas con valor comercial, entre otras el cedro (Cedrela sp.) , el tornillo (Cedrelinga catenaeformis), la quina (Cinchona sp.), la cumala (Iryanthera sp.). También se encuentran palmeras como el huasai (Euterpe precatoria), el ungurahui (Oenocarpus bataua) y la pona (Iriartea sp.) cuyo fruto tiene un alto valor nutritivo.
En el área de esta zona se ha reportado la existencia de recursos minerales como el oro, que ha originado el establecimiento de pequeños lavaderos artesanales explotados por nativos y colonos.
El principal objetivo de la Zona Reservada Santiago-Comaina es el de conservar su integridad geográfica debido a que allí se presenta una armoniosa relación entre el hombre y la naturaleza, albergando significativos valores biológicos, paisajísticos y culturales.